# (7590) Aterui
(7590) Aterui (1992 UP4) – planetoida z grupy pasa głównego asteroid okrążająca Słońce w ciągu 3,32 lat w średniej odległości 2,22 j.a. Odkryta 26 października 1992 roku.